# Fuggerei (Schwäbisch Gmünd)

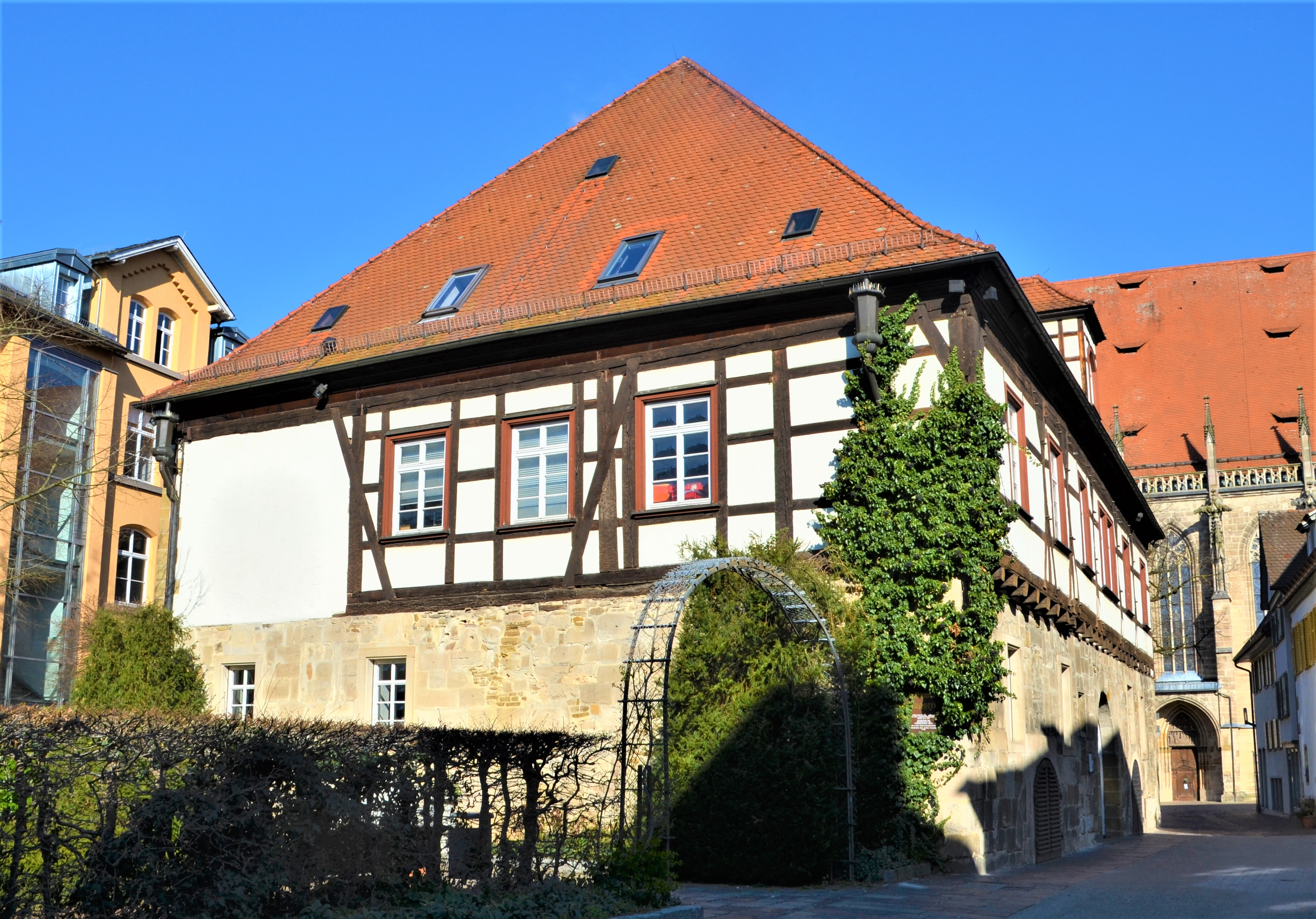
Fuggerei von Süden, aus der Münstergasse

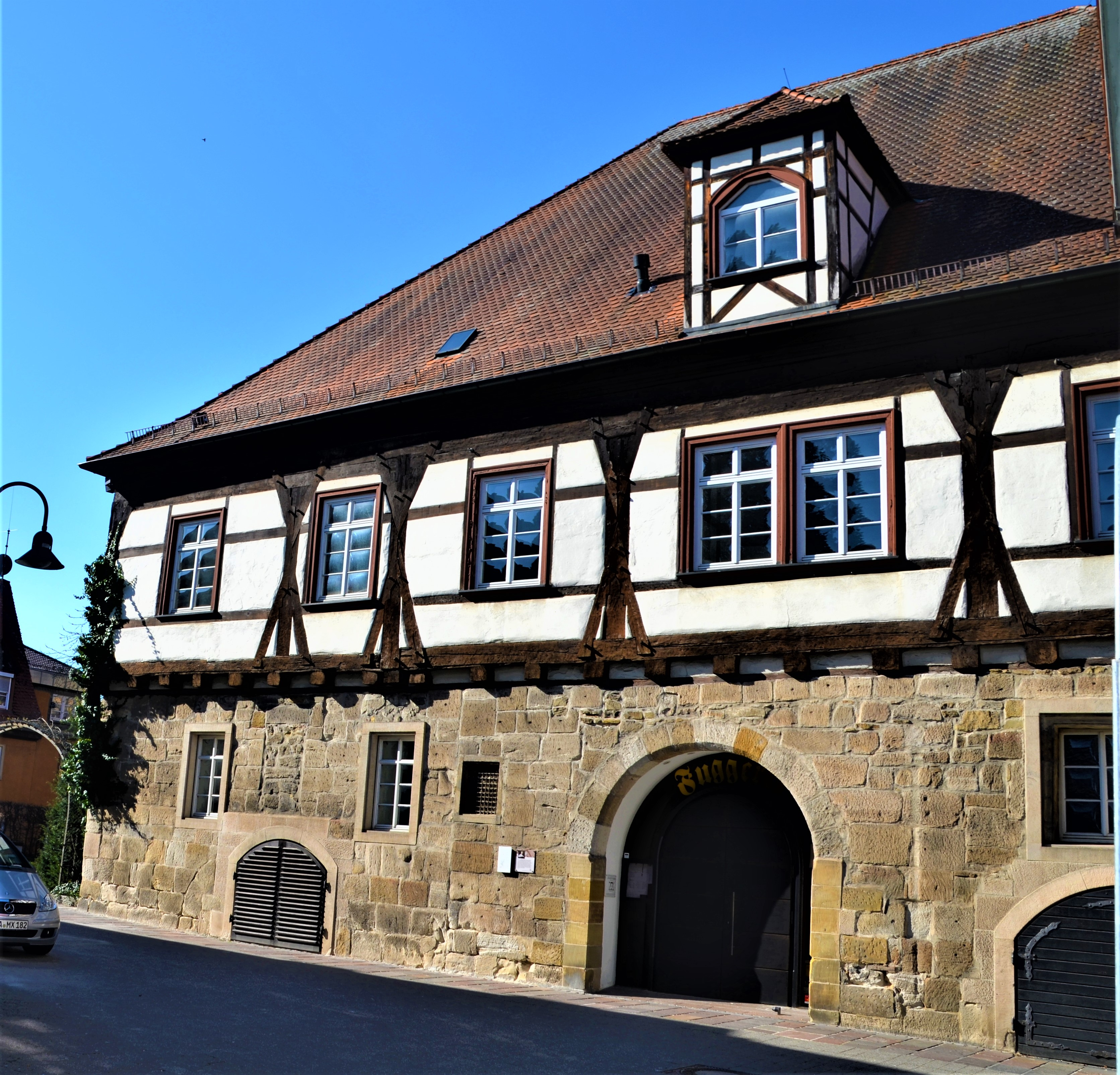
Fuggerei Schwäbisch Gmünd von Osten

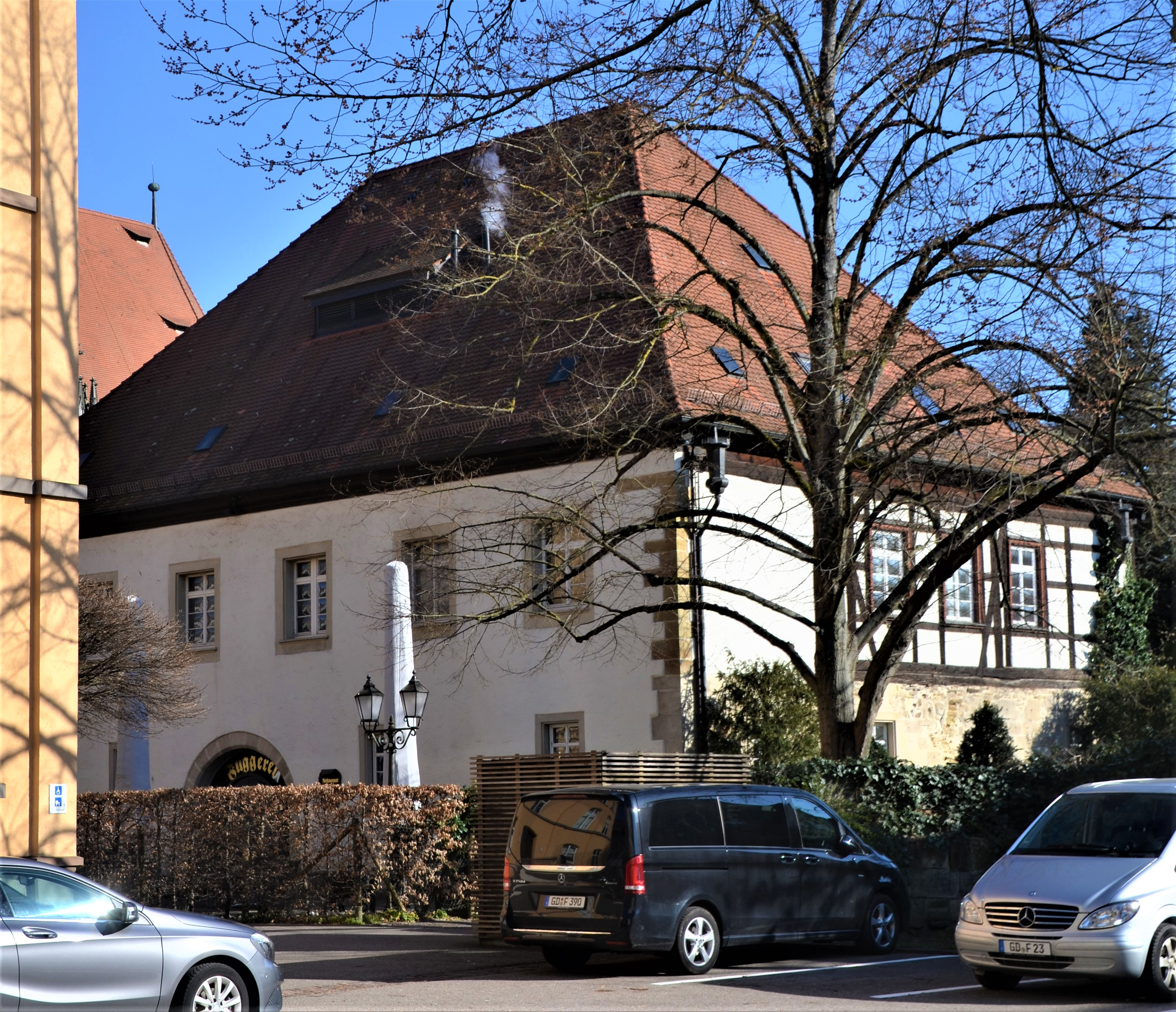
Blick auf Fuggerei vom Klösterle

Die Fuggerei ist ein zweigeschossiges Fachwerkhaus am Münsterplatz in der Altstadt von Schwäbisch Gmünd.

## Geschichte
Die Ursprünge des Gebäudes reichen in das 13. Jahrhundert zurück, die heutigen Ausmaße wurden im 14. Jahrhundert erreicht. 1601 bis 1616 war das Haus im Besitz der Fugger. Anton Fugger (1552–1616), ein Sohn des Georg (1518–1569) und Enkel des Raymund Fugger, erwarb nach seiner Haftentlassung das Haus. Er wurde später im Heilig-Kreuz-Münster begraben.
1636 soll das Haus Kaiser Ferdinand als Quartier gedient haben. Ab 1692 ist der Hausname urkundlich zunächst Fukkerey festgehalten. Nach dem Dreißigjährigen Krieg diente das Haus als Waffenfabrik, als Haus für gefallene Mädchen und als Waisenhaus. Ab 1823 wurde die Fuggerei zum Gefängnis umgebaut und diente als Gefängnis für das Oberamtsgericht Gmünd und später das Amtsgericht Gmünd.
Im Dritten Reich wurde die Fuggerei durch die Organisation Kraft durch Freude genutzt. Nach dem Krieg bestand Nutzung als Wohn- und Lagerhaus für verschiedene Unternehmen und die Stadtverwaltung.
In den 1970er Jahren wurde ein neues Nutzungskonzept gesucht. Nach der Sanierung 1979/1980 kam es zur Eröffnung des Restaurants Zur Fuggerei. 1985 brannte die Fuggerei größtenteils ab, wurde aber direkt wieder aufgebaut und 1986 wiedereröffnet. Die Fuggerei wird seitdem als Restaurant genutzt.
Im Museum im Prediger befindet sich eine Büste aus dem 14. Jahrhundert, vermutlich der heiligen Elisabeth. Diese stammt aus der Fuggerei, jedoch wurde sie ursprünglich wohl aus dem Gmünder Münster in die Fuggerei überführt.